# Мадона деле Грације (Фођа)
Мадона деле Грације (итал. Madonna delle Grazie) је насеље у Италији у округу Фођа, региону Апулија.
Према процени из 2011. у насељу је живело 25 становника. Насеље се налази на надморској висини од 162 м.